# Charles Noyes Forbes
Charles Noyes Forbes (1883-1920) fue un botánico estadounidense.

## Biografía
Forbes nace en Boylston, Massachusetts el 24 de septiembre de 1883. Cuando está en la Universidad de California trabaja como cadete de un Servicio de emergencias médicas, durante el terremoto de San Francisco de 1906. De 1908 a 1920 es curador botánico en el Bernice P. Bishop Museum de Honolulu. Durante tal periodo hace varias expediciones a distantes sitios de las islas hawaiianas, recolectando mucha flora nueva para Occidente. En 1919 es el primer botánico que explora la flora de Haleakalā en el este de Maui. Además de las especies científicamente descriptas por Forbes, se encontraban varias que o eran muy raras o casi extintas, incluyendo a Cyanea parvifolia, Hibiscadelphus bombycinus, Clermontia tuberculata.
Charles Noyes Forbes fallece a los 36 años, el 10 de agosto de 1920 en Honolulu.

## Honores
En su honor se nombran las especies
- Pipturus forbesii Krojina 1930
- Cheirodendron forbesii (Sherff) Lowry 1988

- La abreviatura «C.N.Forbes» se emplea para indicar a Charles Noyes Forbes como autoridad en la descripción y clasificación científica de los vegetales.[1]